# 2021 v hudbě
Tento článek obsahuje události související s hudbou, které proběhly v roce 2021.

## Události
- Eurovision Song Contest 2021

## Vydaná alba

### Česká

#### Leden
| Den | Album                   | Umělec                      | Poznámky                      |
| --- | ----------------------- | --------------------------- | ----------------------------- |
| 7.  | Nelásky                 | Tali                        |                               |
| 8.  | Samotní nejsme nic      | Lenka Filipová a Lenny      | singl, znělka seriálu Kukačky |
| 15. | Epilog                  | Zemětřesení 2               | EP                            |
| 18. | Domů                    | Barbora Poláková, Dan Bárta | singl                         |
| 21. | Metanoia                | Beskÿd                      |                               |
| 22. | První box               | Karel Vepřek                | 4CD                           |
| 22. | Druhý box               | Karel Vepřek                | 4CD                           |
| 22. | Potápíme lodě           | Ajdontker                   | singl                         |
| 29. | Undiscovered            | Ivan Král                   |                               |
| 29. | Art Rock Line 1971–1985 | různí                       | 2CD                           |

#### Únor
| Den | Album                                          | Umělec                                     | Poznámky |
| --- | ---------------------------------------------- | ------------------------------------------ | -------- |
| 1.  | Hezké chvilky Taneční orchestr Čs. rozhlasu 35 | Taneční orchestr Československého rozhlasu |          |
| 5.  | Dáreček                                        | Ondřej Hejma                               |          |
| 5.  | Singly (1966–1970)                             | Milan Chladil                              | 3CD      |
| 5.  | Singly (1960–1985)                             | Yvetta Simonová a Milan Chladil            | 3CD      |
| 8.  | Sladkej výlet                                  | Zrní                                       | singl    |
| 10. | Prozyum [Director's Cut]                       | Yzomandias                                 |          |
| 12. | Aura                                           | Anna Slováčková                            |          |
| 14. | Hippokratova armáda                            | Igor Orozovič a Vladimír Javorský          | singl    |
| 22. | Marek Ztracený v O2 areně 2020                 | Marek Ztracený                             | DVD      |
| 22. | Botticelli Girl                                | Leeloo                                     | singl    |
| 25. | Vlny                                           | něco něco                                  | singl    |

#### Březen
| Den | Album                                            | Umělec                       | Poznámky              |
| --- | ------------------------------------------------ | ---------------------------- | --------------------- |
| 1.  | Svět na konci roku nula                          | post-hudba                   |                       |
| 5.  | Les Fleurs                                       | Štěpán Urban                 | EP                    |
| 5.  | Bibione                                          | Bibione                      | EP                    |
| 5.  | I Will Go                                        | Holy Fanda and the Reverends | singl                 |
| 8.  | Inaugurace                                       | Zrní                         | singl                 |
| 11. | Live 11/3/2020                                   | David Pomahač                |                       |
| 12. | Tak jsme vandrovali... / Alba a singly 1985–1991 | Žalman & spol.               | 2CD                   |
| 19. | Ještě jednu noc                                  | Jelen                        | singl                 |
| 23. | Záchytný bod                                     | Tomáš Suchý                  |                       |
| 26. | Třetí kniha džunglí                              | Progres 2                    | reedice na 2LP či 2CD |

#### Duben
| Den | Album       | Umělec                      | Poznámky                              |
| --- | ----------- | --------------------------- | ------------------------------------- |
| 1.  | My Dva Trio | My Dva Trio                 |                                       |
| 2.  | Demonizer   | Krabathor                   | 3CD+DVD, reedice starých demonahrávek |
| 16. | Věci & sny  | Jelen                       |                                       |
| 19. | Empty       | JAF 34                      |                                       |
| 21. | Má vlast    | Michal Prokop a Framus Five | singl                                 |
| 30. | ČauČesku    | Tomáš Klus                  |                                       |

#### Květen
| Den | Album                  | Umělec                      | Poznámky                   |
| --- | ---------------------- | --------------------------- | -------------------------- |
| 1.  | Puls                   | Kittchen                    |                            |
| 1.  | Ztracený vlny          | Loukotě                     |                            |
| 1.  | Šašek + Karanténa      | Deliwery                    | singl                      |
| 7.  | Papetura               | Floex                       | soundtrack                 |
| 20. | Maturita               | Franc Alpa                  | singl                      |
| 27. | Šampaň                 | Kvietah                     | singl                      |
| 28. | Mohlo by to bejt nebe… | Michal Prokop a Framus Five | studiové album na CD a 2LP |
| 28. | Antarktida             | Pokáč                       |                            |
| 28. | Pokračujem v jízdě     | Prago Union                 | singl                      |

#### Červen
| Den | Album                                            | Umělec        | Poznámky                          |
| --- | ------------------------------------------------ | ------------- | --------------------------------- |
| 1.  | Nikdo se ti nebude smát, když budeš mít lidi rád | Midi lidi     |                                   |
| 2.  | Heal the World, konečně!                         | Midi lidi     |                                   |
| 7.  | Marťanské lodě                                   | různí         | soundtrack k filmu Marťanské lodě |
| 8.  | Vedle sebe                                       | Stinka        | EP                                |
| 10. | 29/2                                             | 29/2          |                                   |
| 11. | Made in Strašnice                                | Prago Union   |                                   |
| 11. | deafening silence                                | Mydy          | singl                             |
| 24. | Kamarádko moje                                   | Lucie Redlová | singl                             |
| 25. | Blaženo!                                         | Michal Horák  | singl                             |

#### Srpen
| Den | Album          | Umělec   | Poznámky                  |
| --- | -------------- | -------- | ------------------------- |
| 6.  | Huh!           | Wohnout  | LP vychází 22. října 2021 |
| 20. | Prosklený nebe | Epydemye |                           |

#### Září
| Den | Album         | Umělec         | Poznámky |
| --- | ------------- | -------------- | -------- |
| 10. | Šedesátá léta | Vladimír Mišík | singl    |
| 17. | Světlojemy    | Žamboši        |          |

#### Říjen
| Den | Album                              | Umělec        | Poznámky      |
| --- | ---------------------------------- | ------------- | ------------- |
| 14. | Usableness of the list / Portfolio | Petr Bakla    |               |
| 15. | Vlčí stopy                         | Mirek Kemel   |               |
| 15. | Bára Basiková                      | Bára Basiková | reedice na LP |
| 22. | Dotyk                              | Dorota Barová |               |

#### Listopad
| Den | Album                                    | Umělec                                      | Poznámky        |
| --- | ---------------------------------------- | ------------------------------------------- | --------------- |
| 1.  | Holinky                                  | Holinky                                     |                 |
| 5.  | I Killed This Song At Karaoke Last Night | Dan Bárta a Gustav Brom Czech Radio Bigbang | LP vyšlo 26.11. |
| 8.  | Pole Dance                               | Stinka                                      | singl           |
| 11. | Maneki Neko                              | Mirai                                       |                 |
| 12. | Zdenek Merta u klavíru                   | Zdenek Merta                                |                 |
| 12. | Svět hledačů                             | Blue Effect                                 | reedice na LP   |
| 16. | By Now                                   | Jordan Haj & Emma Smetana                   | singl           |
| 19. | Strážce klidu Vol. 1                     | Roman Holý                                  |                 |
| 26. | Vprostřed noci                           | Kateřina García, Luboš Malina               |                 |
| 26. | Demo 2021                                | Plague Patrol                               |                 |

#### Prosinec
| Den | Album               | Umělec                                          | Poznámky |
| --- | ------------------- | ----------------------------------------------- | -------- |
| 1.  | Barevno             | Lady Praga                                      |          |
| 2.  | Umami               | Ewa Farna                                       |          |
| 3.  | Cítím               | Tomáš Klus                                      |          |
| 3.  | Noční tanec         | Jan Burian                                      |          |
| 10. | Marnost nad marnost | Moorah                                          |          |
| 10. | Studny samoty       | Stanislav Klecandr                              |          |
| 10. | Thrash The Trash    | Arakain                                         | reedice  |
| 17. | Vodo moja           | Lucie Redlová                                   | singl    |
| 20. | Vánoční růže        | Cermaque, feat. Lenka Dusilová a Marek Doubrava | singl    |
| 20. | Indián              | Kvietah                                         | singl    |
| 21. | III                 | Kalle                                           | singl    |

### Zahraniční

#### Leden
- Songs for the Drunk and Broken Hearted (Passenger)

#### Únor
- Life Support (Madison Beer)
- Future Nostalgia: The Moonlight Edition (Dua Lipa)
- Flowers for Vases / Descansos (Hayley Williams)

#### Březen
- Poster Girl (Zara Larsson)
- Chemtrails over the Country Club (Lana Del Rey)
- Revelación (Selena Gomezová)

#### Duben
- Dancing with the Devil... the Art of Starting Over (Demi Lovato)
- Not in Chronological Order (Julia Michaels)
- Young Heart (Birdy)
- Fearless (Taylor's Version) (Taylor Swift)

#### Květen
- Better Mistakes (Bebe Rexha)
- Sour (Olivia Rodrigová)

#### Červen
- Ancient Dreams in a Modern Land (Marina)
- Jordi (Maroon 5)
- Planet Her (Doja Cat)

#### Červenec
- Happier Than Ever (Billie Eilish)
- Therapy (Anne-Marie)
- Sling (Clairo)

#### Srpen
- The End of an Era (Iggy Azalea)
- 333 (Tinashe)
- Solar Power (Lorde)
- If I Can't Have Love, I Want Power (Halsey)
- Only Honest on the Weekend (Becky Hill)
- Flux (Poppy)

#### Září
- Montero (Lil Nas X)
- These Things Happen Too (G-Eazy)
- In the Meantime (Alessia Cara)

#### Říjen
- Trying Not to Think About It (JoJo)
- Blue Banisters (Lana Del Rey)
- = (Ed Sheeran)

#### Listopad
- Red (Taylor's Version) (Taylor Swift)
- Between Us (Little Mix)
- World Of Walker (Alan Walker)
- Prelude (Lauren Jauregui)
- 30 (Adele)

#### Prosinec
- Scenic Drive (Khalid)
- Churches (LP)